# Schlacht bei Maleschau
In der Schlacht bei Maleschau am 7. Juni 1424 besiegte ein Heer radikaler Hussiten unter dem Kommando von Jan Žižka ein gemeinsames Heer der gemäßigten Prager Hussiten und des katholischen Adels.

## Verlauf der Schlacht
Žižka konnte die Schlacht trotz zahlenmäßiger Unterlegenheit durch geschickte Ausnutzung des Geländes für sich entscheiden. Mit einer Gruppe von Orebiten lockte er die Truppe der Prager in für ihn ideales Gelände, indem er seine Kräfte auf einer Höhe oberhalb des Marschweges der Prager in Stellung brachte. Anders als bei vielen anderen Schlachten griff Žižka bei Maleschau nicht von einer Wagenburg aus an, sondern aus einer offenen Stellung heraus. Im Zentrum seiner Marschsäule befanden sich mehrere Ballastwagen, zu beiden Seiten davon die mit Kanonen bestückten Kampfwagen (vermutlich etwa 300), begleitet von rund 7000 Mann Infanterie. Die Flanken bildeten Žižkas Kavallerie, insgesamt rund 500 Reiter.
Žižka wartete mit dem Angriff, bis etwa die Hälfte der Prager Stellung bezogen hatte, dann gab er der Infanterie den Befehl, die Ballastwagen hangabwärts in das Zentrum der Prager zu stoßen. Der überraschende Angriff wurde von Kanonenfeuer unterstützt und führte zu Verwirrung bei den Überfallenen. Ein Generalangriff der Fußsoldaten führte zu einer deutlichen Niederlage der Prager, die rund 1200 Mann verloren, während die Verluste auf der Seite Žižkas mit etwa 200 angegeben werden. Einer anderen Darstellung zufolge war es die Kavallerie, die nach dem Einsatz der Ballastwagen den entscheidenden Angriff in das angeschlagene Zentrum der Prager führte.

## Folgen der Schlacht
Zu den Befehlshabern auf Seiten der Prager Hussiten gehörte Hašek von Waldstein. Er hatte zunächst (in der Schlacht bei Vyšehrad 1420) an der Seite des Königs Sigismunds gestanden, geriet dabei aber in die Gefangenschaft der Hussiten und wechselte unter der Drohung, seine mährischen Ländereien zu verlieren, auf die Seite der gemäßigten Prager Hussiten. Nach der Niederlage bei Maleschau schlug er sich wieder auf die Seite des späteren Kaisers, der ihn zum mährischen Befehlshaber („Hauptmann“) ernannte.